# Eucriotettix longipennis
Eucriotettix longipennis är en insektsart som beskrevs av Deng, W.-a., Z. Zheng och S.-z. Wei 2007. Eucriotettix longipennis ingår i släktet Eucriotettix och familjen torngräshoppor. Inga underarter finns listade i Catalogue of Life.